# MAGMA30
MAGMA30（マグマ・サーティー）は、大阪市に本社をもつテレビ局・関西テレビ放送が、開局30周年を記念して開催した大型イベントの名称である。1989年（平成元年）4月15日（土曜日）・4月16日（日曜日）の2日間、大阪府吹田市の万博記念公園を会場に、13時間にわたり生中継で放送された。

## 概要
関西テレビの開局30周年を記念し、イベントと番組を合体させ「30周年ありがとう」の気持ちを、視聴者に伝えるための大型企画。テーマの核となるのは近畿2府4県。地域に密着したお祭り・催し物から、若者向け人気番組まで、さまざまなイベントを軸に構成。万博公園のホールおよび、園内5カ所の広場を使い、生放送、イベント、物販コーナーなどを展開。同局でレギュラー番組を持つタレントや、関西在住の芸能人などが大挙出演した。

## 放送時間
- 4月15日(土) 12:00〜18:00
- 4月16日(日) 10:00〜17:00

## 総合司会
板東英二・桑原征平

## 生放送企画

### 4月15日（土）
- オープニング（12:00〜）

園内6会場を結び、2日間のイベントを紹介。
- MAGMAフェステ（12:30〜）

岸和田だんじりをはじめとする近畿二府四県の祭りを、地元出身のタレントが紹介。
- ふるさと宅配 oh・アザ・ワールド（14:00〜）

近畿各地から直送された特産品を、タレントが紹介する大即売会。司会は上沼恵美子・桑原征平・梅田淳。出演は今田耕司・石田靖ほか。
- 二府四県対抗なんでもコンテスト（14:55〜）

横山やすし・西川きよしの司会で繰り広げられる歌やゲーム、美人コンテスト、のど自慢など。
- タレントショップストリート（16:25〜）

園内「東の広場」前に設置されたタレントショップからの生中継。
- フィナーレ（16:45〜）

園内各所からの中継と、翌日のイベント告知。

### 4月16日（日）
- オープニング（10:00〜）

イベント・公開生放送の紹介。
- ノックは無用! スペシャル[4]（10:25〜）

司会の横山ノック、上岡龍太郎とスペシャルゲストによるトークショーと、事前に番組で告知した「ミスMAGMA30」の決勝大会を放送。
- 鶴瓶とヤングアイドルスーパーバラエティ（12:00〜）

笑福亭鶴瓶を司会に浅香唯、阿部寛、CHA-CHA、井森美幸らを迎えての音楽とトークショー。
- 圭修のBIKKURI SHOW（13:30〜）

若者に人気の清水圭、和泉修司会による若者向けバラエティー。
- オール吉本！紅白対抗トンでも近代五種（14:30〜）

吉本興業の人気タレント総出演による爆笑大運動会。名誉スターターとして明石家さんまが登場（途中、競馬の皐月賞生中継が挿入）。
- グランドフィナーレ（16:30〜）

深夜番組「エンドレスナイト」の司会で人気の、ばんばひろふみと兵藤ゆき、第10期エンドレスギャルズが登場し、人気アイドルやタレントのグッズを集めたチャリティオークションを実施。収益金はFNSチャリティキャンペーンに寄贈した。2日間の締めくくりとして、最後に総合司会の板東英二、桑原征平も加わり会場全体でテーマ曲「DEAR MY FRIEND」を大合唱。会場で7000枚配布された超大型の「MAGMA30」のロゴも入った「エンドレスナイトスーパーサイズステッカー」を手にした観客が上空を走るヘリコプターに向かってステッカーを高く上げながら終了した。
このフィナーレな演出は同番組のスタッフが担当、さらにばんば・兵藤も出演したこともあって会場には観客が殺到し、一時は大阪府警から中止命令が出る事態になったが、2人が観客へ説得した事で続行。生放送・イベントは無事に幕を下ろした。

## 録画放送での企画
- 報道特別番組「テレビこれから30年」（15日17:00〜）

テレビの現状と未来を考えるシンポジウム。司会に桂米朝、パネラーに和田勉、黒木靖夫、桂三枝（現・六代目桂文枝）らが出演。
- ねるとん紅鯨団スペシャル

万博ホールでの公開録画・通常レギュラー枠で放送。

## 会場内イベント
- MAGMAG合衆国

縁日、トランポリン、ミニSLなど、子供向けのプレイコーナー。
- タレントショップストリート

関西テレビ制作番組をはじめ、フジテレビの番組などの他、所ジョージ、五木ひろしなどのタレントグッズショップが約20店舗登場。当時テレビ番組などで人気の占い師・泉アツノの占いコーナーが人気を集めた。
- マリック不思議ランド＆イメージサーカス

ミスター・マリックによるマジックパフォーマンスと大道芸ショー。

## その他
- 当初、この「MAGMA30」は、関西テレビの開局30周年記念日の直近の週末である、1988年（昭和63年）11月19日〜20日の開催を目標に準備が進められていた。ところが、同年秋に、昭和天皇が入院し闘病生活に入り、派手な歌舞音曲を極力控えるようにする社会情勢を受けて同社は延期を決定。翌年1月、昭和天皇が崩御。元号が平成と改まったのを機に、再度企画実現に向けてスタートした。

- 土曜深夜の人気番組『エンドレスナイト』も、当日深夜の通常生放送の時間に「開局30周年クイズ」を放送。関西テレビ社員8人によるクイズ大会を放送。関西テレビ30年の歴史にまつわる問題で構成した。

- グランドフィナーレの演出を担当した苧木晃ディレクターは、エンディングに制作スタッフの名前を出さず、代わりに視聴者へのメッセージとして「今日までのあなたにありがとう、そして今日からも…We're always with you」の文字を流した。これは「MAGMA30」として、近畿一円の視聴者に対する感謝の現れという想いからであった。

- このイベントと特別番組を合体した大型企画は、4年後の1993年（平成5年）の同局の開局35周年でも行われ、8月7日・8日の2日間「アスメディア88祭り」と題し、MAGMA30と同様、万博記念公園から2日間に亘って放送された。また、2008年11月には開局50周年の大型特番「感謝!感激!カンテーレ!50年だよ おかげさまスペシャル」を放送し、同時にイベント「カンテーレ感謝祭」を開催した。

- 横山やすしが西川きよしと二府四県対抗なんでもコンテストの司会を担当するも、やすしはその2日後に飲酒運転による事故を起こして吉本興業を解雇され、この特番が結果的にコンビとしての最後のテレビ出演となった。

## 来場者数と視聴率
- 初日（4月15日・土曜日）の来場者は4万5000人、翌16日（日曜日）は11万人強、合計で16万人の来場者を記録した。
- 2日間の平均視聴率（合計放送時間 760分）：9.1%。（15日：7.6%、16日：10.4%）

## テーマ曲
- 「DEAR MY FRIEND」ばんばひろふみ＆兵藤ゆき